# Nowy Tomyśl
Nowy Tomyśl este un oraș în Polonia.